# Carazziella hymenobranchiata
Carazziella hymenobranchiata är en ringmaskart som beskrevs av Blake och Kudenov 1978. Carazziella hymenobranchiata ingår i släktet Carazziella och familjen Spionidae. Inga underarter finns listade i Catalogue of Life.